# Movimiento de los Exploradores Árabes y Drusos
El Movimiento de los Exploradores Árabes y Drusos, es un miembro coeducacional de la Federación de Exploradores de Israel. La asociación está formada por tropas de exploradores árabes, musulmanes, cristianos y drusos. 

## Organizaciones que forman parte de la asociación

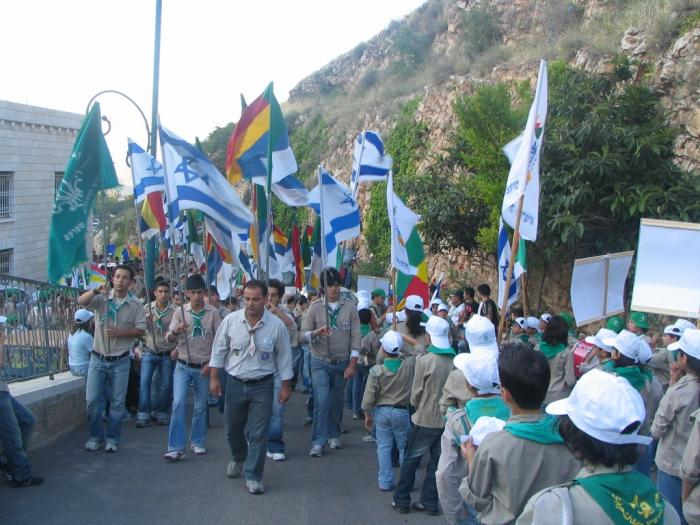
Exploradores drusos marchan hacia la tumba de Jetró.

Las asociaciones que forman parte de la organización son las siguientes:
- La Asociación de los Exploradores Drusos: tiene 5.000 miembros, su emblema es una estrella drusa y una antorcha.
- La Asociación de los Exploradores Católicos en Israel: Tiene 3.000 miembros, su emblema es una cruz cristiana con los colores de Palestina.
- La Asociación de los Exploradores Cristianos Ortodoxos: 2.500 miembros, su emblema muestra la guirnalda de la Bandera de las Naciones Unidas.
- La Asociación de los Exploradores Árabes en Israel: Tiene 2.000 miembros.